# Millau (quận)
Quận Millau là một quận của Pháp, nằm ở tỉnh Aveyron, ở vùng Occitanie. Quận này có 15 tổng và 101 xã.

## Các đơn vị hành chính

### Các tổng
Các tổng của quận Millau là: 
1. Belmont-sur-Rance
2. Camarès
3. Campagnac
4. Cornus
5. Millau-Est
6. Millau-Ouest
7. Nant
8. Peyreleau
9. Saint-Affrique
10. Saint-Beauzély
11. Saint-Rome-de-Tarn
12. Saint-Sernin-sur-Rance
13. Salles-Curan
14. Sévérac-le-Château
15. Vézins-de-Lévézou

### Các xã
Các xã của quận Millau, và mã INSEE là: 
| 1. Aguessac (12002)                    | 2. Alrance (12006)                    | 3. Arnac-sur-Dourdou (12009)       | 4. Ayssènes (12017)                 |
| 5. Balaguier-sur-Rance (12019)         | 6. Belmont-sur-Rance (12025)          | 7. Brasc (12035)                   | 8. Broquiès (12037)                 |
| 9. Brousse-le-Château (12038)          | 10. Brusque (12039)                   | 11. Buzeins (12040)                | 12. Calmels-et-le-Viala (12042)     |
| 13. Camarès (12044)                    | 14. Campagnac (12047)                 | 15. Castelnau-Pégayrols (12062)    | 16. Combret (12069)                 |
| 17. Compeyre (12070)                   | 18. Comprégnac (12072)                | 19. Cornus (12077)                 | 20. Coupiac (12080)                 |
| 21. Creissels (12084)                  | 22. Curan (12307)                     | 23. Fayet (12099)                  | 24. Fondamente (12155)              |
| 25. Gissac (12109)                     | 26. L'Hospitalet-du-Larzac (12115)    | 27. La Bastide-Pradines (12022)    | 28. La Bastide-Solages (12023)      |
| 29. La Capelle-Bonance (12055)         | 30. La Cavalerie (12063)              | 31. La Couvertoirade (12082)       | 32. La Cresse (12086)               |
| 33. La Roque-Sainte-Marguerite (12204) | 34. La Serre (12269)                  | 35. Lapanouse (12123)              | 36. Lapanouse-de-Cernon (12122)     |
| 37. Laval-Roquecezière (12125)         | 38. Lavernhe (12126)                  | 39. Le Clapier (12067)             | 40. Le Truel (12284)                |
| 41. Les Costes-Gozon (12078)           | 42. Lestrade-et-Thouels (12129)       | 43. Marnhagues-et-Latour (12139)   | 44. Martrin (12141)                 |
| 45. Millau (12145)                     | 46. Montagnol (12147)                 | 47. Montclar (12149)               | 48. Montfranc (12152)               |
| 49. Montjaux (12153)                   | 50. Montlaur (12154)                  | 51. Mostuéjouls (12160)            | 52. Mounes-Prohencoux (12192)       |
| 53. Murasson (12163)                   | 54. Mélagues (12143)                  | 55. Nant (12168)                   | 56. Paulhe (12178)                  |
| 57. Peux-et-Couffouleux (12179)        | 58. Peyreleau (12180)                 | 59. Plaisance (12183)              | 60. Pousthomy (12186)               |
| 61. Rebourguil (12195)                 | 62. Recoules-Prévinquières (12196)    | 63. Rivière-sur-Tarn (12200)       | 64. Roquefort-sur-Soulzon (12203)   |
| 65. Saint-Affrique (12208)             | 66. Saint-André-de-Vézines (12211)    | 67. Saint-Beaulize (12212)         | 68. Saint-Beauzély (12213)          |
| 69. Saint-Félix-de-Sorgues (12222)     | 70. Saint-Georges-de-Luzençon (12225) | 71. Saint-Izaire (12228)           | 72. Saint-Jean-d'Alcapiès (12229)   |
| 73. Saint-Jean-du-Bruel (12231)        | 74. Saint-Jean-et-Saint-Paul (12232)  | 75. Saint-Juéry (12233)            | 76. Saint-Laurent-d'Olt (12237)     |
| 77. Saint-Laurent-de-Lévézou (12236)   | 78. Saint-Léons (12238)               | 79. Saint-Martin-de-Lenne (12239)  | 80. Saint-Rome-de-Cernon (12243)    |
| 81. Saint-Rome-de-Tarn (12244)         | 82. Saint-Saturnin-de-Lenne (12247)   | 83. Saint-Sernin-sur-Rance (12248) | 84. Saint-Sever-du-Moustier (12249) |
| 85. Saint-Victor-et-Melvieu (12251)    | 86. Sainte-Eulalie-de-Cernon (12220)  | 87. Salles-Curan (12253)           | 88. Sauclières (12260)              |
| 89. Sylvanès (12274)                   | 90. Ségur (12266)                     | 91. Sévérac-le-Château (12270)     | 92. Tauriac-de-Camarès (12275)      |
| 93. Tournemire (12282)                 | 94. Vabres-l'Abbaye (12286)           | 95. Verrières (12291)              | 96. Versols-et-Lapeyre (12292)      |
| 97. Veyreau (12293)                    | 98. Viala-du-Pas-de-Jaux (12295)      | 99. Viala-du-Tarn (12296)          | 100. Villefranche-de-Panat (12299)  |
| 101. Vézins-de-Lévézou (12294)         |                                       |                                    |                                     |